# Thomas Harvey (cyclisme)
Pour les articles homonymes, voir Harvey et Thomas Harvey.
Thomas Harvey, né le 3 juillet 1888 à Westminster et mort le 20 mars 1965 à Londres, est un coureur cycliste britannique.

## Biographie
Thomas Harvey sert dans l'armée britannique pendant la Première Guerre mondiale et reprend ensuite sa carrière cycliste. Il participe au 50 kilomètres sur piste des Jeux olympiques de 1920 organisés à Anvers mais tombe juste avant l'arrivée. 
Champion britannique de tandem en 1921 et 1922 avec Harry Ryan, Harvey participe dans cette discipline aux Jeux olympiques d'été de 1924 à Paris avec Frederick Habberfield (en) mais ils sont éliminés dès les séries.